# Ross McCrorie
Ross McCrorie (Dailly, 18 marzo 1998) è un calciatore scozzese, centrocampista del Bristol City e della nazionale scozzese.

## Caratteristiche tecniche
È un difensore centrale.

## Carriera

### Club
È cresciuto nelle giovanili del Rangers.

### Nazionale
Con la nazionale Under-21 scozzese ha disputato una partita di qualificazione per il campionato europeo di calcio Under-21 2017 e quattro di qualificazione per il campionato europeo di calcio Under-21 2019.
Nell'ottobre 2020 viene convocato per la prima volta in nazionale maggiore. Esordisce il 3 giugno 2024 nell'amichevole vinta 0-2 in casa di Gibilterra.

## Statistiche

### Presenze e reti nei club
Statistiche aggiornate al 26 gennaio 2025.
| Stagione        | Squadra         | Campionato      | Campionato | Campionato | Coppe nazionali | Coppe nazionali | Coppe nazionali | Coppe continentali | Coppe continentali | Coppe continentali | Altre coppe | Altre coppe | Altre coppe | Totale | Totale | Totale |
| Stagione        | Squadra         | Comp            | Pres       | Reti       | Comp            | Pres            | Reti            | Comp               | Pres               | Reti               | Comp        | Pres        | Reti        | Pres   | Reti   |        |
| --------------- | --------------- | --------------- | ---------- | ---------- | --------------- | --------------- | --------------- | ------------------ | ------------------ | ------------------ | ----------- | ----------- | ----------- | ------ | ------ | ------ |
| 2015-2016       | Ayr Utd         | 2D              | 11+4       | 2+0        | CS+CdL+CC       | 0               | 0               | -                  | -                  | -                  | -           | -           | -           | 15     | 2      |        |
| 2016-2017       | Dumbarton       | 1D              | 9          | 0          | CS+CdL+CC       | 0               | 0               | -                  | -                  | -                  | -           | -           | -           | 9      | 0      |        |
| 2017-2018       | Rangers         | PL              | 21         | 2          | CS+CdL+CC       | 1+2+0           | 0               | UEL                | 0                  | 0                  | -           | -           | -           | 24     | 2      |        |
| 2018-2019       | Rangers         | PL              | 20         | 0          | CS+CdL          | 1+2             | 0               | UEL                | 8                  | 0                  | -           | -           | -           | 31     | 0      |        |
| Totale Rangers  | Totale Rangers  | Totale Rangers  | 41         | 2          |                 | 2+4+0           | 0               |                    | 8                  | 0                  |             | -           | -           | 55     | 2      |        |
| 2019-2020       | Portsmouth      | FLC             | 18         | 0          | FACup+CdL       | 1+2             | 0               | -                  | -                  | -                  | EFLT        | 2           | 0           | 23     | 0      |        |
| 2020-2021       | Aberdeen        | PL              | 29         | 1          | CS+CdL          | 3+0             | 0               | UEL                | 3                  | 1                  | -           | -           | -           | 35     | 2      |        |
| 2021-2022       | Aberdeen        | PL              | 30         | 1          | CS+CdL          | 2+1             | 0               | UEL                | 6                  | 0                  | -           | -           | -           | 39     | 1      |        |
| 2022-2023       | Aberdeen        | SP              | 33         | 2          | CS+CdL          | 1+7             | 0+3             | -                  | -                  | -                  | -           | -           | -           | 41     | 5      |        |
| 2023-2024       | Bristol City    | FLC             | 19         | 0          | FACup+CdL       | 3+0             | 0               | -                  | -                  | -                  | -           | -           | -           | 22     | 0      |        |
| 2024-2025       | Bristol City    | FLC             | 12         | 1          | FACup+CdL       | 1+0             | 0               |                    | -                  | -                  |             | -           | -           | 13     | 1      |        |
| Totale Bristol  | Totale Bristol  | Totale Bristol  | 31         | 1          |                 | 4               | 0               |                    | -                  | -                  |             | -           | -           | 35     | 1      |        |
| Totale carriera | Totale carriera | Totale carriera | 206        | 9          |                 | 27              | 3               |                    | 17                 | 1                  |             | 2           | 0           | 252    | 13     |        |

### Cronologia presenze e reti in nazionale
| Cronologia completa delle presenze e delle reti in nazionale ― Scozia | Cronologia completa delle presenze e delle reti in nazionale ― Scozia | Cronologia completa delle presenze e delle reti in nazionale ― Scozia | Cronologia completa delle presenze e delle reti in nazionale ― Scozia | Cronologia completa delle presenze e delle reti in nazionale ― Scozia | Cronologia completa delle presenze e delle reti in nazionale ― Scozia | Cronologia completa delle presenze e delle reti in nazionale ― Scozia | Cronologia completa delle presenze e delle reti in nazionale ― Scozia |
| Data                                                                  | Città                                                                 | In casa                                                               | Risultato                                                             | Ospiti                                                                | Competizione                                                          | Reti                                                                  | Note                                                                  |
| --------------------------------------------------------------------- | --------------------------------------------------------------------- | --------------------------------------------------------------------- | --------------------------------------------------------------------- | --------------------------------------------------------------------- | --------------------------------------------------------------------- | --------------------------------------------------------------------- | --------------------------------------------------------------------- |
| 3-6-2024                                                              | Faro                                                                  | Gibilterra                                                            | 0 – 2                                                                 | Scozia                                                                | Amichevole                                                            | -                                                                     |                                                                       |
| Totale                                                                |                                                                       | Presenze                                                              | 1                                                                     |                                                                       | Reti                                                                  | 0                                                                     |                                                                       |